# Dasia subcaerulea
Dasia subcaerulea (дасія Буленджера) — вид сцинкоподібних ящірок родини сцинкових (Scincidae). Ендемік Індії.

## Поширення і екологія
Дасії Буленджера мешкають в Західних Гатах в штатах Керала і Тамілнад. Вони живуть в тропічних лісах. Ведуть деревний спосіб життя.

## Збереження
МСОП класифікує цей вид як такий, що перебуває під загрозою зникнення. Dasia subcaerulea загрожує знищення природного середовища.